# Brunsvigija
Brunsvigija (lat. Brunsvigia), rod trajnica, lukovičastih geofita iz porodice zvanikovki, smještenih u podtribus Strumariinae. Postoji 19 priznatih vrsta raširenih po jugu Afrike, a najsjevernija je B. kirkii, iz Tanzanije i Malavija.
Jedina ugrožena vrsta je Brunsvigia litoralis zbog gubitka staništa između Cape St. Francisa i Port Elizabetha.
Rod je opisan 1755.

## Vrste
1. Brunsvigia bosmaniae F.M.Leight.
2. Brunsvigia comptonii W.F.Barker
3. Brunsvigia elandsmontana Snijman
4. Brunsvigia gariepensis Snijman
5. Brunsvigia grandiflora Lindl.
6. Brunsvigia gregaria R.A.Dyer
7. Brunsvigia herrei Leight. ex W.F.Barker
8. Brunsvigia josephinae (Redouté) Ker Gawl.
9. Brunsvigia kirkii Baker
10. Brunsvigia litoralis R.A.Dyer
11. Brunsvigia marginata (Jacq.) W.T.Aiton
12. Brunsvigia namaquana D.Müll.-Doblies & U.Müll.-Doblies
13. Brunsvigia natalensis Baker
14. Brunsvigia nervosa (Poir.) ined.
15. Brunsvigia orientalis (L.) Aiton ex Eckl.
16. Brunsvigia pulchra (W.F.Barker) D.Müll.-Doblies & U.Müll.-Doblies
17. Brunsvigia radula (Jacq.) W.T.Aiton
18. Brunsvigia radulosa Herb.
19. Brunsvigia undulata F.M.Leight.